# Теннессі
Теннессі́ (англ. Tennessee) — штат США, 109,2 тис. км², 5,1 млн мешканців; головні міста: Мемфіс, Нашвілл, Ноксвілл, Чаттануґа; східна і центральна частини височинно-гористі (Аппалачі), на заході долина Міссісіпі; добре розвинена енергетика: численні гідроелектростанції й теплоелектростанції на річках Теннессі; хімічна, металообробна промисловість; видобуток кам'яного вугілля; вирощування кукурудзи, сої, бавовни; тваринництво. Площа штату Теннессі — 109247 км2 (36 місце в США). Протяжність штату Теннессі: з півночі на південь — 195 км; зі сходу на захід — 710 км; регіон штату Теннессі — Південно-східні центральні штати США; найвища точка штату Теннессі — 2025 метрів над рівнем моря; найнижча точка штату Теннессі — 54 метри над рівнем моря; абревіатура штату Теннессі — TN; столиця штату Теннессі — Нешвілл; найбільше місто штату Теннессі — Мемфіс; дата утворення штату Теннессі — 1 червня 1796 (16 у США); населення штату Теннессі — близько 6250000 осіб (17 місце в США); щільність населення в штаті Теннессі — 54 особи на км2 (19 місце в США); гасло штату Теннессі — Agriculture and Commerce («Сільське господарство і торгівля»); прізвисько штату Теннессі — «Штат добровольців».

## Географія

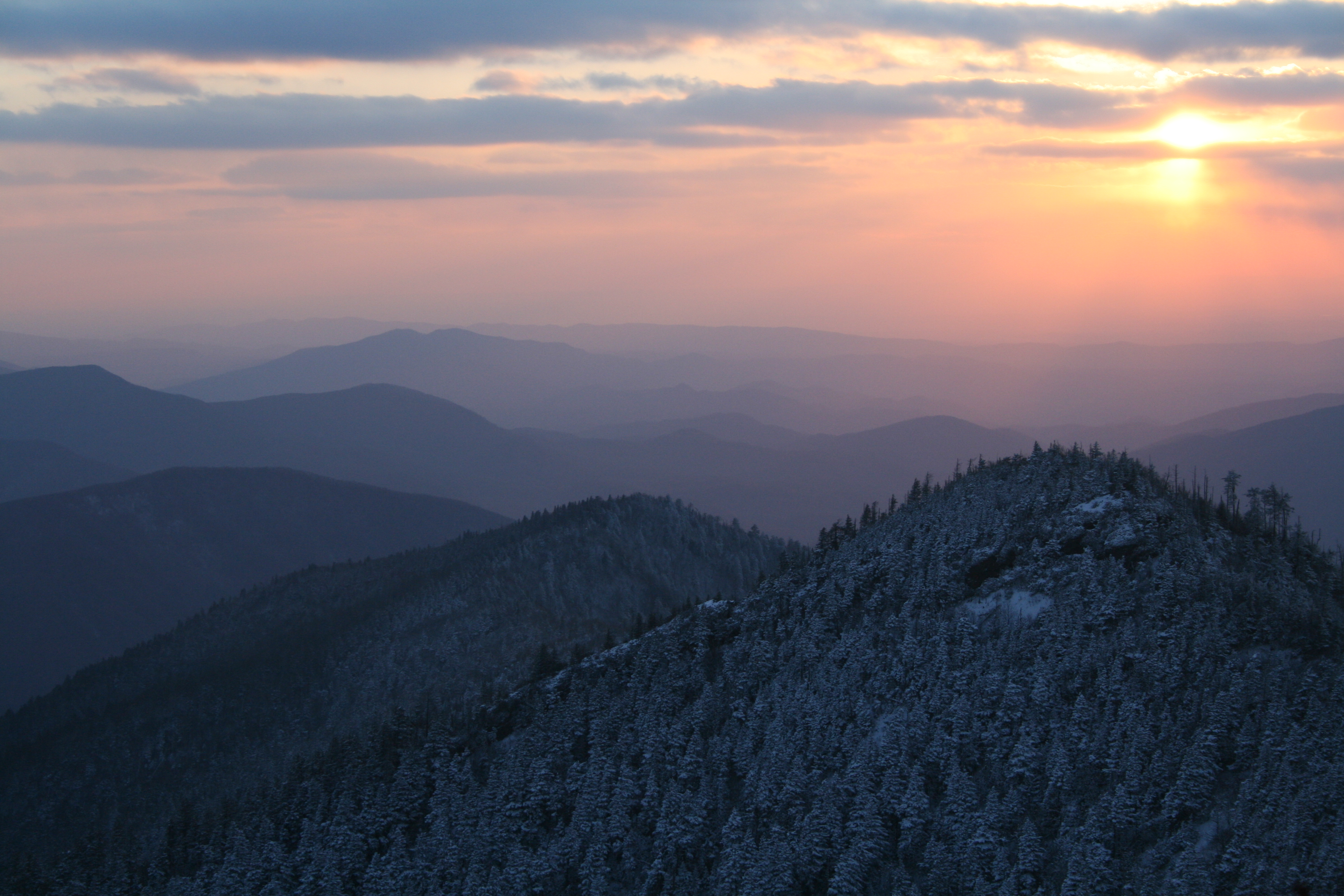
Гора Леконт у Національному парку Грейт-Смокі, квітень 2007.

Штат Теннессі межує з вісьмома іншими штатами: Кентуккі та Вірджинія на півночі; Північна Кароліна на сході; Джорджія, Алабама і Міссісіпі на півдні; Арканзас і Міссурі на річці Міссісіпі на заході.
Теннессі є місцем з найбільшою кількістю печер в США, на сьогодні зареєстровано понад 8350.
Штат ділиться річкою Теннессі на 3 частини: Східний, Середній і Західний Теннесі.
Східний Теннессі знаходиться в гірській місцевості, саме там розташована найвища точка штату — гора Клінгманс-Доум (2025 м), яка є також найвищою точкою шляху на Аппалачській стежці. У цій частині штату бере свій початок річка Теннессі. Ця область покрита родючими долинами, відокремленими лісистими гірськими хребтами. У Східному Теннессі розташовані міста Ноксвілл і Чаттануга.
Середній Теннессі розташований на плато Камберленд, середня висота якого 450—500 метрів над рівнем моря.

## Історія

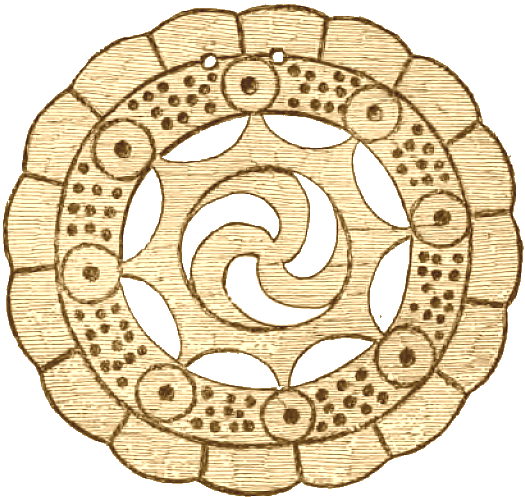
Зразок міссісіпського мистецтва, різьблення по перламутру, знайдений під час розкопок у штаті Теннессі.

Територія Теннессі населена не менше 12 тисяч років. Найменування етнічних груп, що мешкали в цих краях до появи європейців, невідомі, але археологи виявляють кілька основних культур: архаїчну (до X століття до н. е.), Лісову (X ст. до н. е. — X ст. н. е.) та Міссіссіппську (X—XV ст.), що були попередниками індіанців маскогі, які займали долину річки Теннессі до приходу племен черокі.
Із європейців першими сюди потрапили іспанські конкістадори загону Ернандо де Сото (1540). Вони ще застали тут населення маскогі і, ймовірно, стали однією з причин депопуляції регіону, мимоволі заразивши індіанців європейськими хворобами. Вивільнені землі незабаром зайняли черокі, які переселилися з Вірджинії. У міру проникнення білих колоністів місцеве індіанське населення витіснялося далі на південь і захід.
Першим британським постійним поселенням на території Теннессі був форт Лаудон, розташований поблизу сучасного містечка Воноре в східній частині штату. У 1756 р. він був крайнім західним форпостом англійських колоній. У 1760 р. форт був захоплений індіанцями, а його гарнізон повністю перебитий. У 1760-х роках долина була поступово освоєна колоністами, які спочатку шукали лише нові території для полювання. Наприкінці того ж десятиліття на сході стало знову з'являтися постійне біле населення. Під час американської революції тут планувалося створити колонію Трансильванія, але індіанці черокі, які уклали союз із лоялістами, як і раніше активно чинили опір колонізації. До 1780 року біле населення утримувалося тільки в регіоні форту Ватагуа на вірджинському кордоні, який перетворився на центр боротьби як з індіанцями, так і з британськими військами. У середині 1780-х років Ватагуа і вся західна частина Північної Кароліни відокремилася від США в незалежну державу, але без підтримки зі сходу не змогла організувати оборону проти індіанців і через чотири роки знову об'єдналася з Північною Кароліною. Проте в 1790 р. штат передав цю територію під контроль федерального уряду, який управляв нею в складі Південно-західній території до утворення нового штату Теннессі в 1796 р.

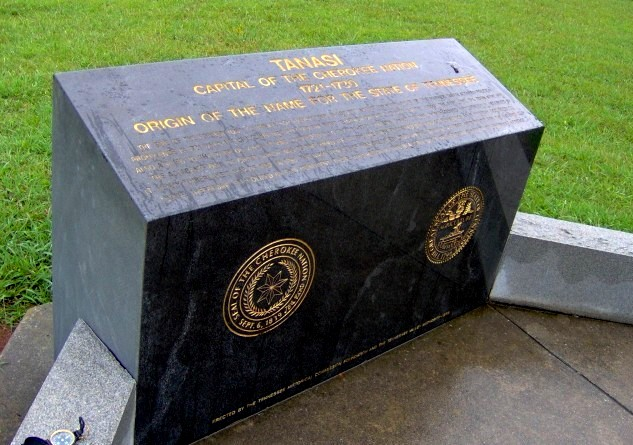
Пам'ятник на місці розташування Теннессі в графстві Монро.

Східний кордон штату, що відокремлює його від Північної Кароліни, пройшов по горах Аппалачі, а на заході територія Теннессі досягала річки Міссісіпі, яка в той час була кордоном з іспанськими колоніями. Колонізація західних територій завершилася в 1830-х роках виселенням черокі в Арканзас. На довгому шляху до нових місць поселення загинуло близько 4 тис. індіанців. Черокі назвали цю депортацію «дорогою плачу». Аналогічному виселенню були піддані й інші америндські народи, тому вислів дорога сліз відносять і до них. Особливо він популярний серед індіанців п'яти цивілізованих племен.
У 1861 р. штат Теннессі приєднався до конфедерації Півдня і перетворився на театр бойових дій. Війська генерала Гранта і флот сіверян до 1862 повністю контролювали річки Кумберленд і Теннессі, але в горах східної частини штату жителі півдня утримували позиції до 1865 р., звідки завдавали контрудари в напрямку Чаттануги й Нашвіллу. У цей час президент Лінкольн призначив губернатором Теннессі Ендрю Джонсона, свого майбутнього наступника.
Законодавчі збори Теннессі схвалили поправки до конституції, що забороняють рабство, 22 лютого 1865 р., а 7 квітня того ж року ратифікували й відповідну поправку до конституції США, завдяки чому Теннессі став єдиним штатом колишньої Конфедерації, куди в період Реконструкції не призначено військового губернатора. У 1864 р. губернатор Джонсон був обраний віцепрезидентом США, а після вбивства Лінкольна в 1865 р. став президентом. По закінченні Реконструкції в Теннессі, як і в інших південних штатах, були прийняті закони, що обмежують права афроамериканців, а в 1889 р. Генеральна асамблея штату ухвалила ще чотири закони, які фактично стали реформою виборчого права, що перешкоджає участі в голосуваннях для найбідніших верств населення, включаючи афроамериканців. Наприкінці XIX ст. у Теннессі були також прийняті закони про расову сегрегацію. Зазначені закони стосувалися близько 24 % населення штату або 480 430 осіб. Більшість із них залишалися чинними до 1965 р.
Теннессі неофіційно визнаний столицею музики кантрі. Тут щорічно проводяться фестивалі кантрі, які збирають виконавців з усієї країни.

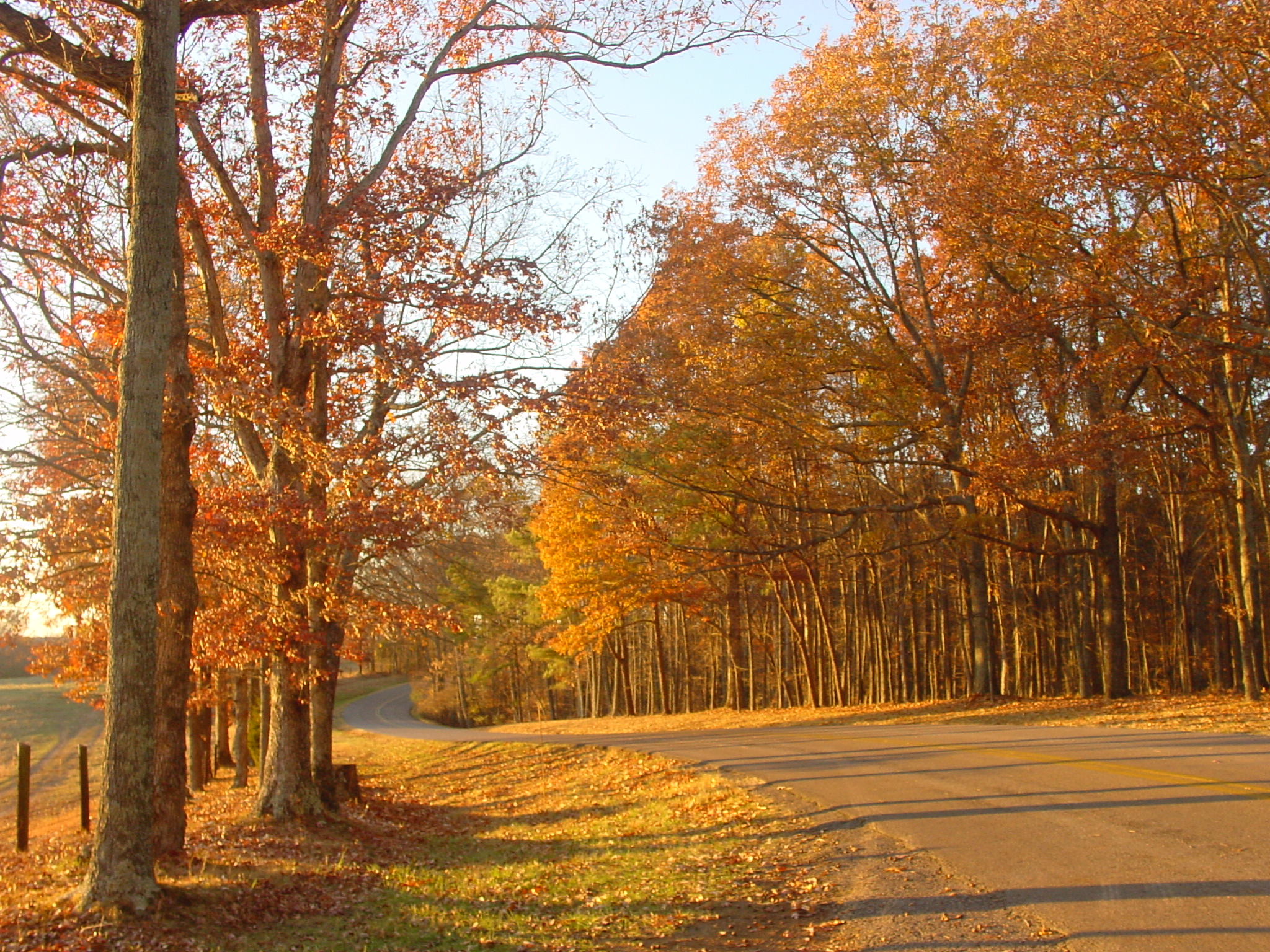
Осінь у Теннессі.

## Населення
Мовний склад населення (2010) 
| Мови        | Частка людей старше 5 років, % |
| ----------- | ------------------------------ |
| Англійська  | 93,78                          |
| Іспанська   | 3,66                           |
| Німецька    | 0,24                           |
| Французька  | 0,22                           |
| Арабська    | 0,21                           |
| Китайська   | 0,18                           |
| В'єтнамська | 0,14                           |
| Корейська   | 0,14                           |
| Лаоська     | 0,10                           |
| Тагальська  | 0,09                           |
| інші        | 1,24                           |

## Прізвисько
Офіційне прізвисько штату — «Добровольчий штат». Теннессі отримав це прізвисько під час Англо-американської війни (1812—1815) завдяки своїм добровольцям, які зробили великий внесок у перемогу північноамериканських штатів (особливо — в битві при Новому Орлеані).

## Віскі Теннессі
Теннессі — єдиний штат США, де офіційно дозволено виробництво особливого виду американського кукурудзяного віскі, названого ім'ям штату, — Теннессійське віскі. Від бурбона (виробленого здебільшого в штаті Кентуккі) Теннессі відрізняє особливо ретельна обробка деревним вугіллям з цукрового клена: отриманий після перегонки спирт по краплі фільтрують через забиті кленовим вугіллям бочки висотою понад три метри. У підсумку віскі виходить особливо м'яким. Найвідоміша марка віскі Теннессі — Jack Daniel's.

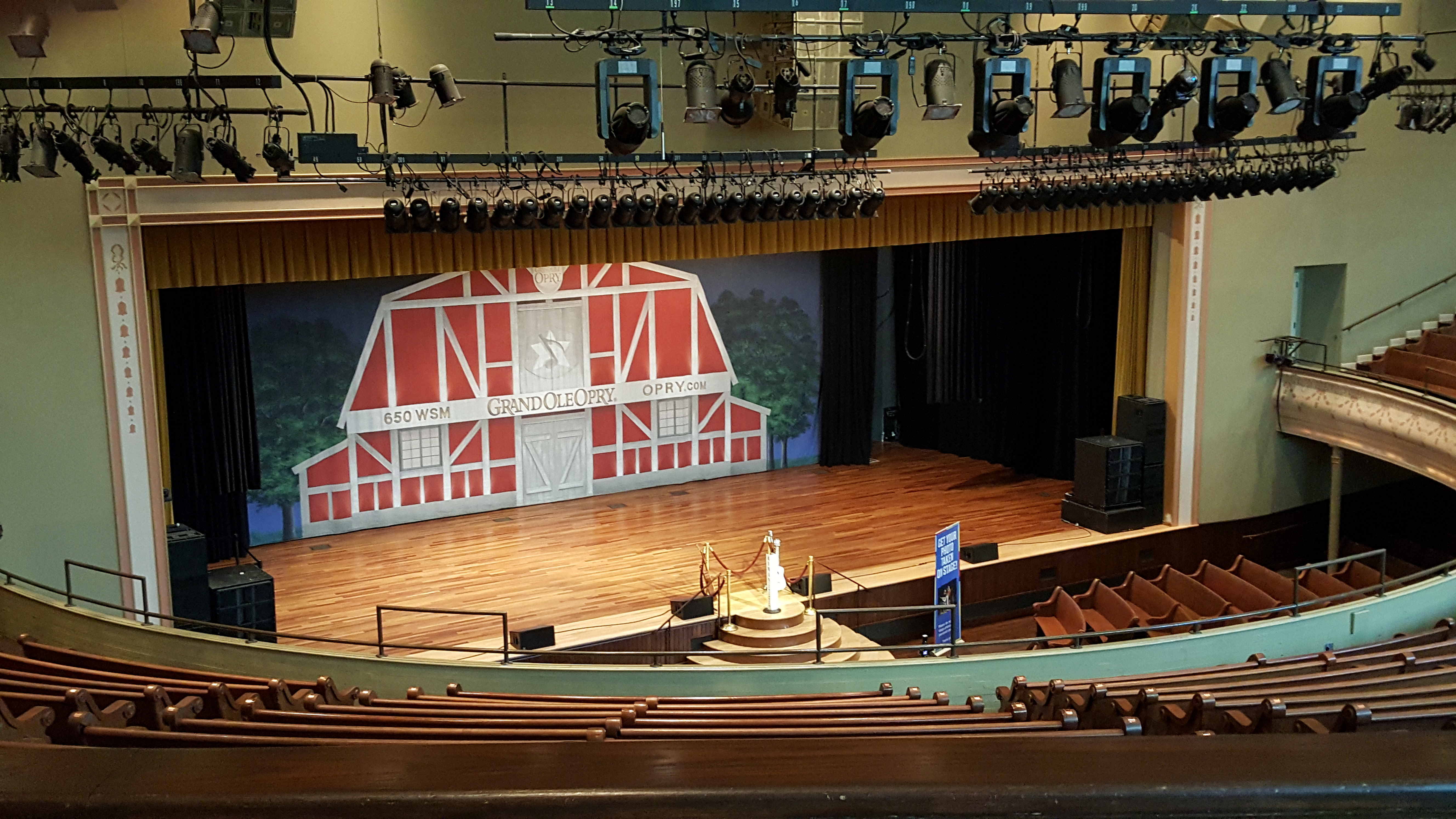
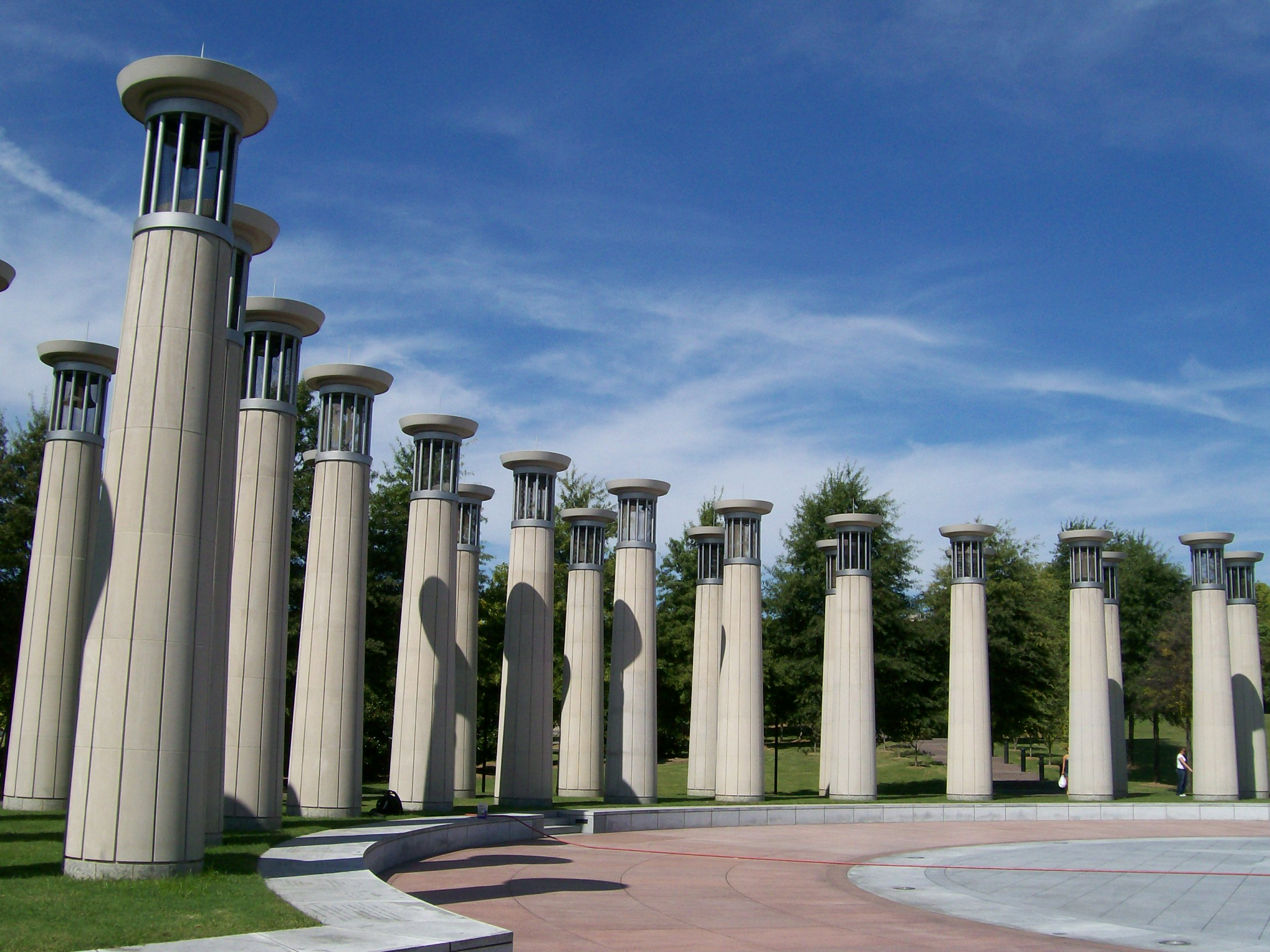
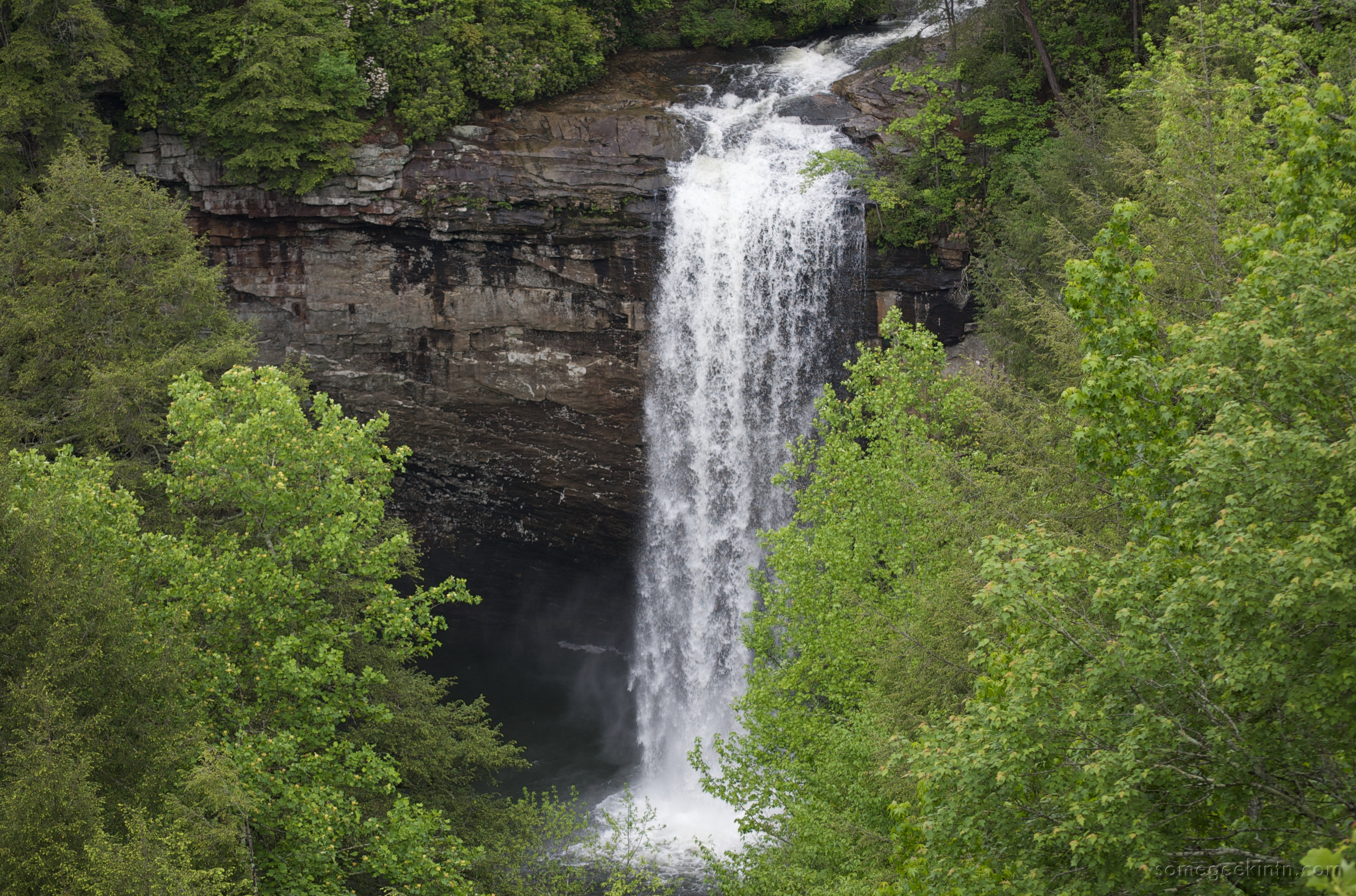
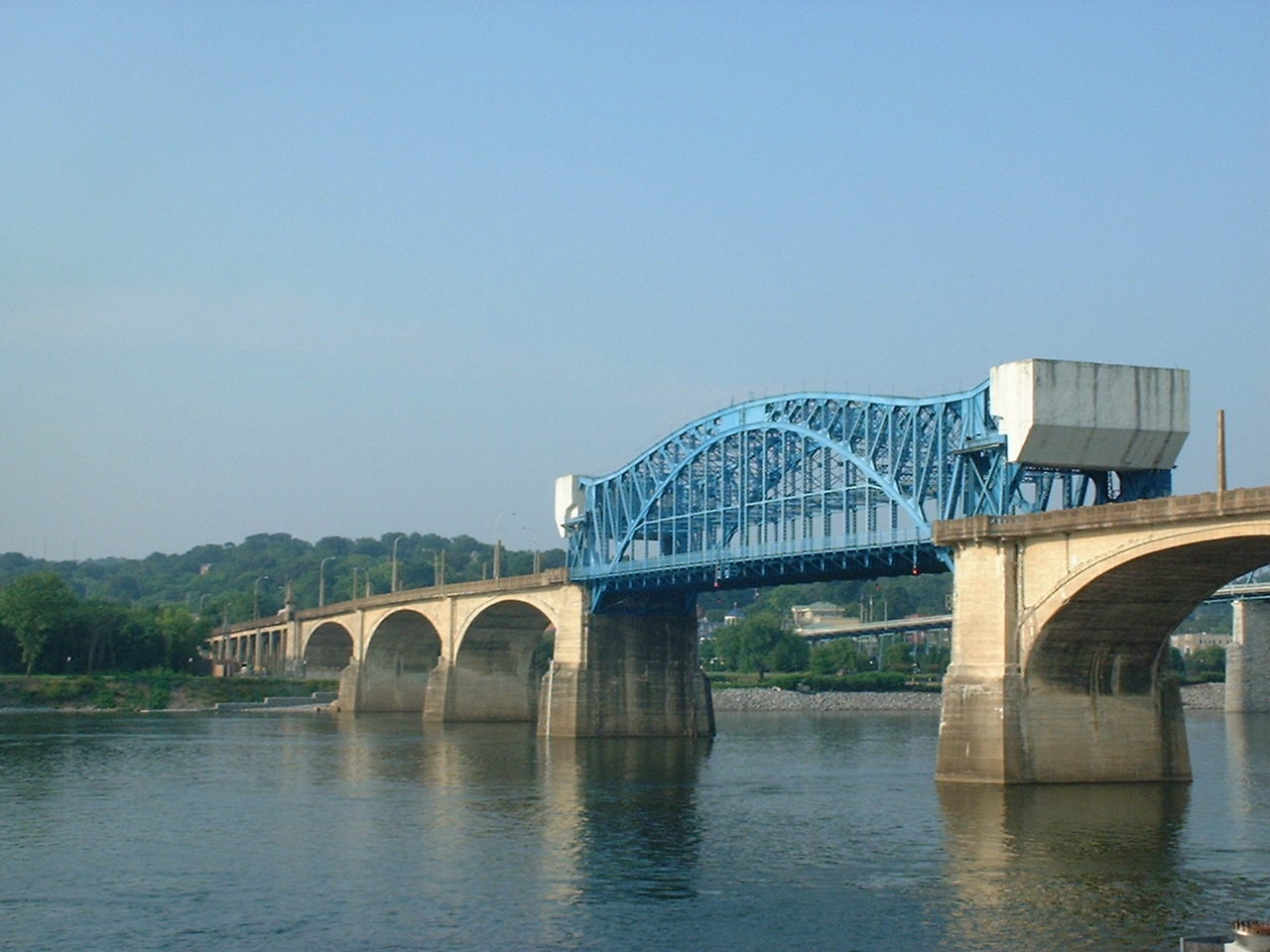
Міст через річку Теннессі.
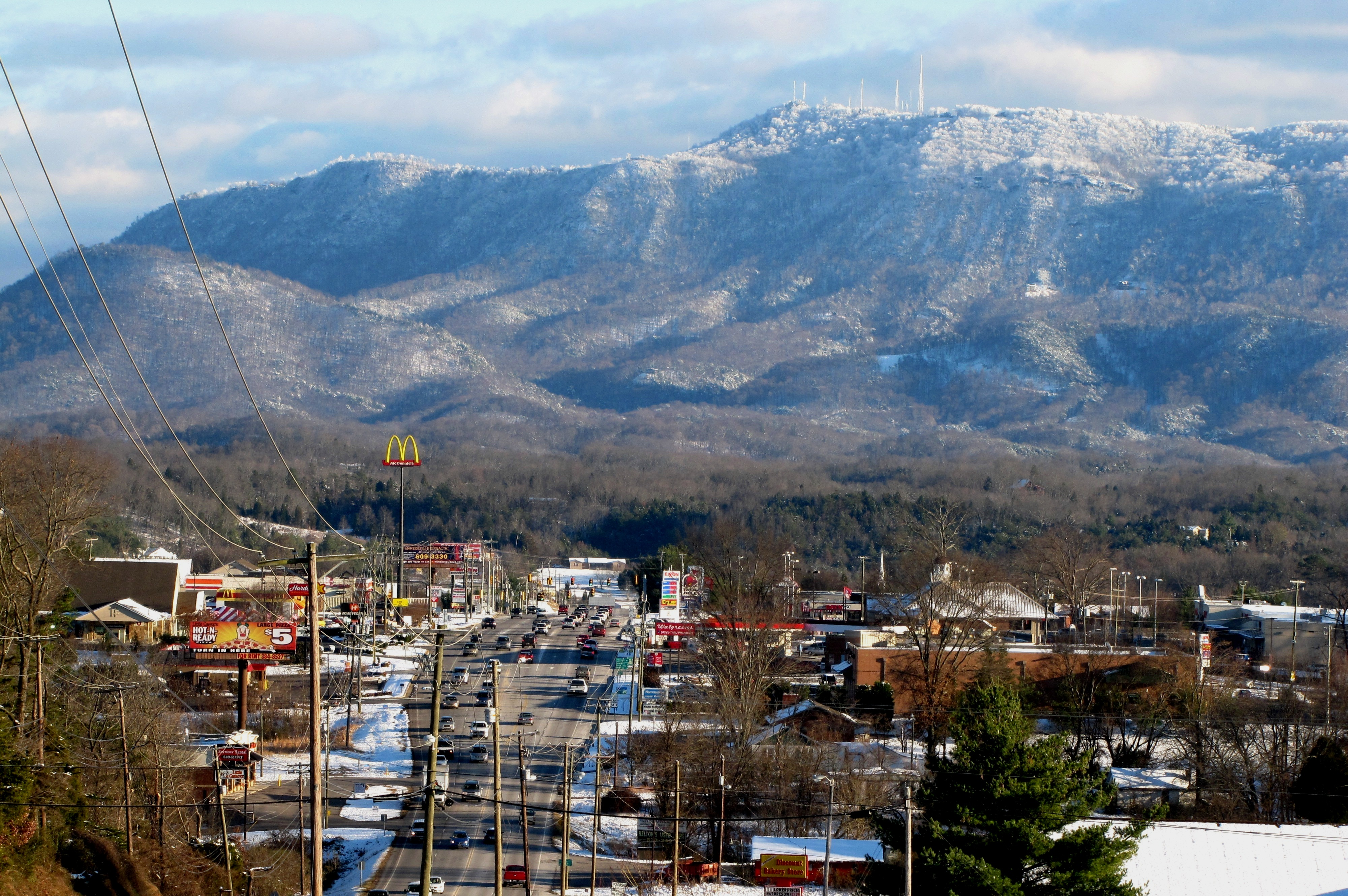
Чепмен шосе (США-441) в обході Сеймура, в зимовий час.